# Rubén Marcos
Rubén Marcos Peralta (6. december 1942 - 14. august 2006) var en chilensk fodboldspiller (central midtbane).
Marcos spillede, på nær en enkelt sæson hos Emelec i Ecuador, hele sin karriere i hjemlandet. Her var han primært tilknyttet Universidad de Chile, hvor han spillede i samlet 10 sæsoner, og var med til at vinde fem chilenske mesterskaber.
Marcos spillede desuden 43 kampe og scorede syv mål for det chilenske landshold. Han var en del af det chilenske hold, der deltog ved VM i 1966 i England Her spillede han alle chilenernes tre kampe og scorede to mål, men kunne ikke forhindre at holdet blev slået ud, efter kun at have opnået ét point i det indledende gruppespil.

## Titler
Primera División de Chile
- 1962, 1964, 1965, 1967 og 1969 med Universidad de Chile